# Крутой Яр (Приморский край)
Кру́той Яр — село в Красноармейском районе Приморского края. Входит в состав Рощинского сельского поселения.

## География
Село Крутой Яр стоит на левом берегу реки Большая Уссурка.
Село Крутой Яр — спутник села Рощино, расположено к югу от административного центра сельского поселения примерно в 2 км.
Расстояние до районного центра Новопокровка около 33 км.
От села Крутой Яр на восток автомобильная дорога идёт к селу Дальний Кут, от неё на юг отходят дороги к селу Тимохов Ключ и к селу Мельничное.

## История
До 1972 года село носило китайское название Ханихеза. Переименовано после вооружённого конфликта за остров Даманский.

## Население
| 2002 | 2010 |
| ---- | ---- |
| 628  | ↘547 |

## Улицы
| - ул. Заречная, - ул. Красноармейская, - ул. Луговая, | - ул. Майская, - ул. Набережная, - ул. Октябрьская, | - ул. Паровозная, - ул. Партизанская, - ул. Школьная. |

## Экономика
Жители занимаются сельским хозяйством.